# Список кардиналов, возведённых папой римским Виктором II

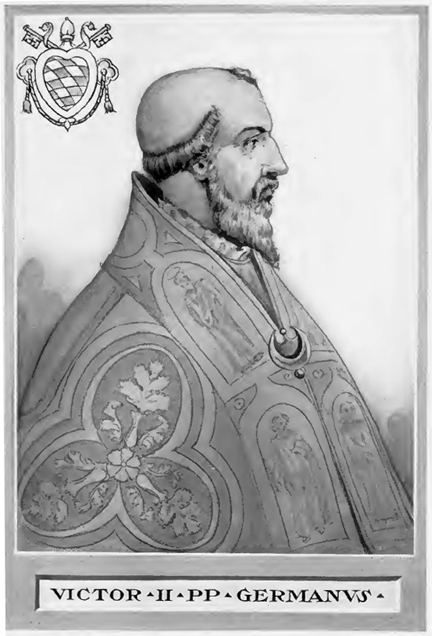
Папа Виктор II

Кардиналы, возведённые Папой римским Виктором II — пять клириков и прелатов были возведены в сан кардинала на двух Консисториях за двухлетний понтификата Виктора II.

## Консистория от 1055 года
- Пьетро (кардинал-епископ Лабико или Фраскати);
- Джованни (епископ Тиволи).

## Консистория 1057 года
- Бенедетто (кардинал-епископ Фраскати);
- Беннон (титулярная церковь неизвестна);
- Арибон (титулярная диакония неизвестна).